# مارتن هاميلتون-سميث
مارتن هاميلتون-سميث هو شخصية أعمال وضابط وسياسي أسترالي، ولد في 1 سبتمبر 1953 في أديلايد في أستراليا. نشط حزبياً في حزب أستراليا الليبرالي (فرع جنوب أستراليا) ‏.

## مناصب
- انتخب Leader of the South Australian Division of the Liberal Party of Australia ‏ (2007 – 2009).
- انتخب Minister for Health Industries ‏ (19 سبتمبر 2017 – 17 يناير 2018).
- انتخب Minister for Defence and Space Industries ‏ (19 سبتمبر 2017 – 17 يناير 2018).
- انتخب Minister for Small Business ‏ (19 يناير 2016 – 17 يناير 2018).
- انتخب Minister for Veterans' Affairs ‏ (27 مايو 2014 – 17 يناير 2018).
- انتخب Minister for Investment and Trade ‏ (27 مايو 2014 – 17 يناير 2018).
- انتخب وزير السياحة ‏ (4 ديسمبر 2001 – 5 مارس 2002).
- في 1997 South Australian state election [الإنجليزية]‏، انتخب عضو المجلس النيابي لجنوب أستراليا ‏ عن دائرة Electoral district of Waite [الإنجليزية]‏ وقد انضم خلال فترته النيابية ‏ (11 أكتوبر 1997 – 17 مارس 2018) للكتلة البرلمانية حزب أستراليا الليبرالي (فرع جنوب أستراليا) [الإنجليزية]‏.
- انتخب زعيم المعارضة [الإنجليزية]‏ (12 أبريل 2007 – 8 يوليو 2009).